# Pontificia Academia de las Ciencias
La Pontificia Academia de las Ciencias (italiano: Pontificia accademia delle scienze, latín: Pontificia Academia Scientiarum) es una academia científica de la Ciudad del Vaticano, establecida en 1936 por el papa Pío XI. Fue establecida para promover el progreso de las ciencias físicas, naturales y matemáticas y el estudio de los problemas epistemológicos relativos a ellas.
Su sede actual se halla en la Casina Pío IV en medio de los Jardines Vaticanos. La academia mantiene una membresía de destacados científicos del siglo XX, incluyendo varios premios Nobel como Ernest Rutherford, Max Planck, Otto Hahn, Niels Bohr, Erwin Schrödinger, Charles Hard Townes, William Daniel Phillips y Emmanuelle Charpentier.

## Historia
Tiene su origen en la Accademia dei Lincei (Academia Nacional de los Linces) que fue creada en Roma en 1603 por el príncipe romano Federico Cesi y patrocinada por el Papa Clemente VIII.El líder de aquella academia fue el famoso científico Galileo Galilei.
Se disolvió después de la muerte de su fundador, pero luego fue refundada por el papa Pío IX en 1847 y recibió el nombre de Pontificia Accademia dei Nuovi Lincei (Pontificia Academia de los Nuevos Linces). 
El papa Pío XI volvió a refundar la Academia en 1936 y le dio su nombre actual, la dotó de estatutos que posteriormente fueron actualizados por Pablo VI en 1976 y por Juan Pablo II en 1986.

## Identidad
Desde 1936 la Pontificia Academia de las Ciencias se ha ocupado tanto por la investigación de temas científicos pertenecientes a disciplinas individuales como por la promoción de la cooperación interdisciplinaria. Ha aumentado progresivamente el número de sus académicos y el carácter internacional de sus miembros. Su actual presidente es el agrónomo alemán Joachim von Braun. 
La Academia es un órgano independiente dentro de la Santa Sede y disfruta de la libertad de investigación.
A pesar de que su renacimiento fue el resultado de una iniciativa promovida por el romano pontífice y está bajo su protección directa, organiza sus propias actividades de manera autónoma en consonancia con los objetivos establecidos en sus estatutos:

La Pontificia Academia de Ciencias tiene como objetivo la promoción de los avances de la matemática, física y ciencias naturales, y los relacionados con el estudio de las cuestiones epistemológicas.
Estatutos de 1976, art. 2, § 1.

Sus deliberaciones y los estudios a que se dedica, al igual que la composición de sus académicos, no están influidas por factores de un grupo nacional, políticas o de carácter religioso. Por esta razón, la Academia es una valiosa fuente de información científica objetiva que se pone a disposición de la Santa Sede y de la comunidad científica internacional.

## Disciplinas

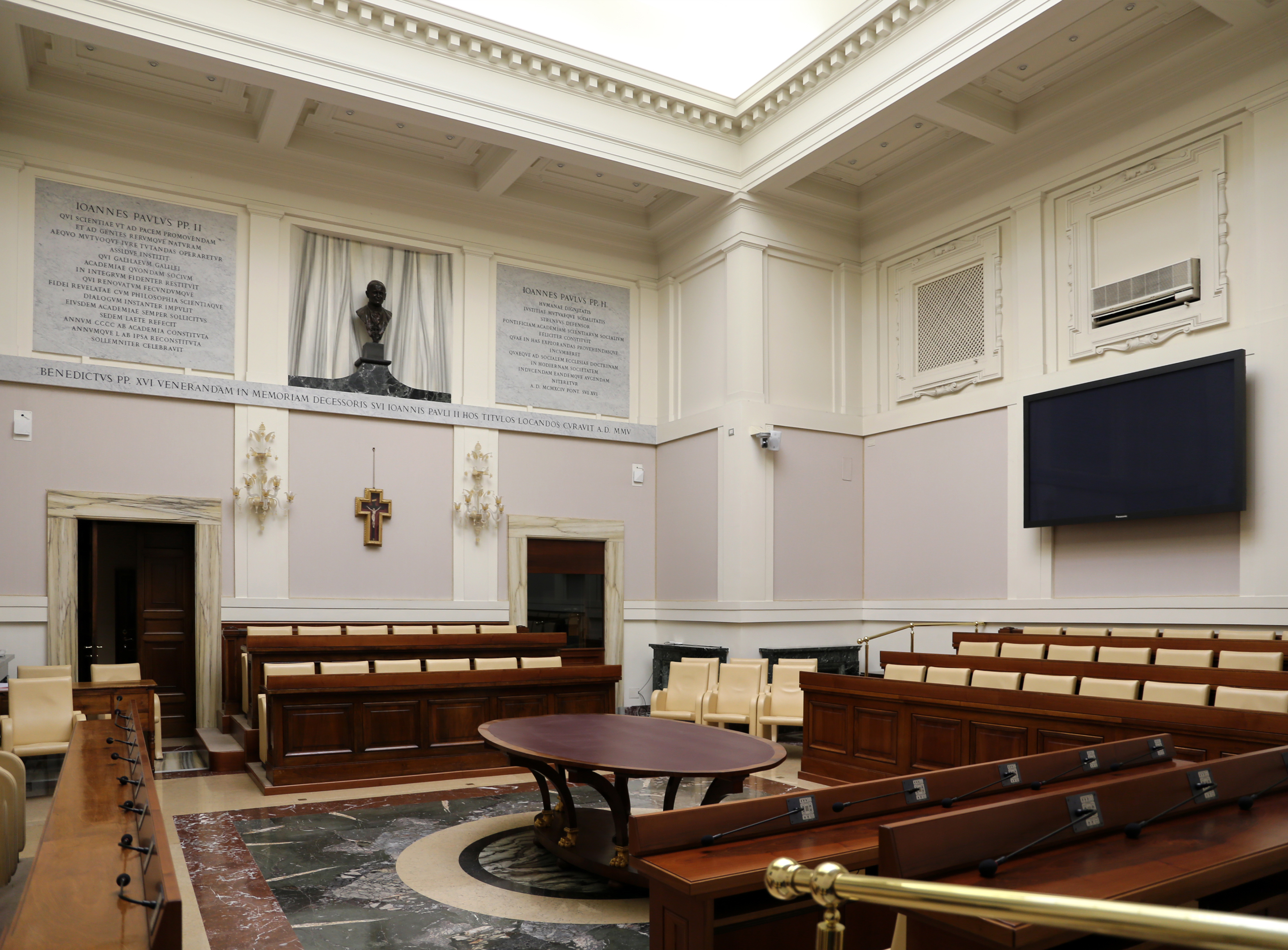
Aula Magna, en 2017.

Hoy en día, la labor de la Academia cubre seis áreas principales:
- ciencia fundamental;
- ciencia y la tecnología mundiales
- la ciencia en favor de los problemas del Tercer Mundo;
- la ética y la política de la ciencia;
- la bioética;
- epistemología.

Las disciplinas en que participa se subdividen en nueve campos:
- Física y Disciplinas afines
- Astronomía
- Química
- Ciencias de la Tierra y el Medio Ambiente
- Ciencias de la Vida (Botánica,Agronomía, Zoología, Genética, Biología Molecular, Bioquímica, Neurociencias, Cirugía)
- Matemáticas
- Ciencias aplicadas
- Filosofía de la Ciencia
- Historia de la Ciencia

## Miembros de la Academia
Los nuevos miembros de la Academia son elegidos por el cuerpo de Académicos entre hombres y mujeres de todo grupo étnico y religión basándose en el alto valor científico de sus actividades y su alto perfil moral.
Son entonces oficialmente nombrados por el Papa.
La Academia se rige por un Presidente, designado de entre sus miembros por el Papa, que es ayudado por un consejo científico y por el canciller.
Inicialmente compuesto por 80 académicos, 70 de ellos vitalicios, en 1986 Juan Pablo II planteó que el número de miembros de por vida fuera de 80, junto con un número limitado de académicos de honor elegidos unos por ser figuras muy relevantes, y otros porque son los académicos de los puestos que ocupan, entre ellos: el canciller de la academia, el director del Observatorio Vaticano, el prefecto de la Biblioteca Apostólica Vaticana, y el prefecto del Archivo Apostólico Vaticano. El actual Presidente es Joachim von Braun (2017-).
El primer español en ingresar en ella fue el benedictino Anselmo Mª Albareda, en 1936, en calidad de prefecto de la Biblioteca Apostólica Vaticana. Luego fue seguido por José García-Siñériz (1942), José María Albareda (1948), Manuel Lora Tamayo (1964), Severo Ochoa (1974) y  Antonio García-Bellido (2003).Los primeros hispanoamericanos en ingresar fueron los brasileños Antonio Cardoso Fontes (1941) y Aloysio de Castro (1948), seguidos por el uruguayo Julio César García Otero (1955).

### Premios Nobel
Durante sus varias décadas de actividad, la Academia ha contado con varios premios Nobel entre sus miembros, muchos de los cuales fueron nombrados antes de haber recibido este prestigioso premio internacional. Entre ellos figuran: 
Lord Ernest Rutherford (Premio Nobel de Física, 1908), Guglielmo Marconi (Física, 1909), Alexis Carrel (Fisiología, 1912), Max von Laue (Física, 1914), Max Planck (Física, 1918), Niels Bohr (Física, 1922), Werner Heisenberg (Física, 1932), Paul Dirac (Física, 1933), Erwin Schrödinger (Física, 1933), Otto Hahn (Química, 1944), Sir Alexander Fleming (Fisiología, 1945), Chen Ning Yang (Física, 1957), Severo Ochoa (Fisiología, 1959), Rudolf L. Mössbauer (Física, 1961), Max F. Perutz (Química, 1962), John Eccles (Fisiología, 1963), Charles H. Townes (Física, 1964), Manfred Eigen y George Porter (Química, 1967), Har Gobind Khorana y Marshall W. Nirenberg (Fisiología, 1968). 
Recientes ganadores del Premio Nobel que también han sido o son actualmente Académicos también pueden ser enumerados:
Luis Federico Leloir (Química, 1970), Christian de Duve (Fisiología, 1974), Werner Arber y George E. Palade (Fisiología, 1974), David Baltimore (Fisiología, 1975), Aage Bohr (Física, 1975), Abdus Salam (Física, 1979), Paul Berg (Química, 1980), Kai Siegbahn (Física, 1981), Sune Bergström (Fisiología, 1982), Carlo Rubbia (Física, 1984), Klaus von Klitzing (Física 1985), Yuan Tseh Lee (Química 1986), Rita Levi-Montalcini (Fisiología, 1986), John C. Polanyi (Química, 1986), Jean-Marie Lehn (Química, 1987), Joseph E. Murray (Fisiología, 1990), Gary S. Becker (Economía, 1992), Paul J. Crutzen (Química, 1995), Claude Cohen-Tannoudji (Física, 1997) y Ahmed H. Zewail (Química, 1999).

### Actuales miembros vitalicios[7]
- Werner Arber (1981– )
- Vanderlei Salvador Bagnato (2012– )
- David Baltimore (1978– )
- Antonio M. Battro (2002– )
- Daniel Adzei Bekoe (1983– )
- Paul Berg (1996– )
- Enrico Berti (2001– )
- Robert Eric Betzig (2016– )
- Helen Blau (2017– )
- Thierry Boon-Falleur (2002– )
- Joachim von Braun (2012– )
- Luís Caffarelli (1994– )
- Steven Chu (2018– )
- Aarón Ciechanover (2007– )
- Claude Cohen-Tannoudji (1999– )
- Francis S. Collins (2009– )
- Yves Coppens (2014–)
- Suzanne Cory (2004– )
- Paul J. Crutzen (1996– )
- Stanislas Dehaene (2008–)
- Edward M. De Robertis (2009– )
- Francis L. Delmonico (2016– )
- Manfred Eigen (1981– )
- Gerhard Ertl (2010– )
- Albert Eschenmoser (1986– )
- Elaine Fuchs (2018– )
- Antonio García-Bellido (2003– )
- Takashi Gojobori (2007– )
- Theodor W. Hänsch (2006– )
- Mohamed H.A. Hassan (2018– )
- Stefan Hell (2019– )
- Michał Heller (1990– )
- K. Kasturirangan (2006– )
- Klaus von Klitzing (2007– )
- Nicole Marthe Le Douarin (1999– )
- Tsung-Dao Lee (2003– )
- Yuan Tseh Lee (2007– )
- Jean-Marie Lehn (1996– )
- Pierre Léna (2001– )
- Jane Lubchenco (2019– )
- Juan Maldacena (2013–)
- Yuri Ivanovich Manin (1996– )
- Beatrice Mintz (1986– )
- Jürgen Mittelstrass (2002– )
- Erna Möller (2013–)
- Mario J. Molina (2000–2020)
- Salvador Moncada (2016– )
- Rudolf Muradyan (1994– )
- Sergej Novikov (1996– )
- Ryōji Noyori (2002– )
- William D. Phillips (2004– )
- John Charles Polanyi (1986– )
- Ingo Potrykus (2005– )
- Frank Press (1999– )
- Yves Quéré (2003– )
- V. Ramanathan (2004– )
- Chintamani Rao (1990– )
- Peter H. Raven (1990– )
- Martin J. Rees (1990– )
- Ignacio Rodríguez-Iturbe (2007– )
- Carlo Rubbia (1985– )
- Roald Sagdeev (1990– )
- Hans Joachim Schellnhuber (2015– )
- Michael Sela (1975– )
- Maxine Singer (1986– )
- Wolf Singer (1992– )
- Govind Swarup (2008– )
- Hans Tuppy (1970– )
- Rafael Vicuña (2000– )
- Cédric Villani (2016– )
- Edward Witten (2006– )
- Shinya Yamanaka (2013– )
- Chen Ning Yang (1997– )
- Ada Yonath (2014– )
- Antonino Zichichi (2000– )

Miembros honorarios
- Jean-Michel Maldamé

Miembros perdurante munere
- Guy Joseph Consolmagno - Director del * Observatorio Vaticano
- Sergio B. Pagano - Prefecto del * Archivo Apostólico Vaticano
- Cesare Pasini - Prefecto de la * Biblioteca Apostólica Vaticana
- Peter Turkson - Canciller de la Academia

## Discursos de los Sumos Pontífices
Con motivo de sus sesiones plenarias, o en otras circunstancias, el Papa suele dirigir un discurso a los miembros de la Academia. Algunos de los temas tratados por el romano pontífice en esos discursos de los últimos años son: 
- Las posibilidades y límites de la ciencia[9]
- La ausencia de oposición entre ciencia y fe[10]
- El respeto y colaboración que muestra la Iglesia ante la Ciencia[11]
- La necesaria colaboración de la ciencia con la filosofía[12]
- El compromiso ético de los científicos[13]
- El respeto al ser humano por parte de la ciencia y la técnica[14]
- Sobre la herencia científica del siglo XX[15]
- Sin diálogo ciencia-fe se hace daño a la humanidad, a la paz mundial y a nuestro destino final[16]